# Infantaria de Marinha de México
O Corpo de Infantaria de Marinha (espanhol: El Cuerpo de Infantería de Marina), é o corpo de marinha e forças anfíbias da Marinha do México. A principal tarefa do corpo de infantaria é para garantir a seguridade marítima das costas e portos mexicanos, em contra de qualquer ameaça interna ou externa. Para lever esta tarefa, o corpo é treinado e equipado para realizar qualquer tipo de operação necessária; no mar, na terra, ou no ar.